# Guri Alfi
Gur-Dov Alfi-Aharon (Hebreeuws: גורי אלפי) (Ramat Gan, 18 september 1976), bekend onder de artiestennaam Guri Alfi, is een Israëlische komiek, presentator en acteur.

## Biografie
Alfi werd geboren als zoon van een theatermaker en stond sinds zijn zestiende levensjaar als stand-upcomedian op de bühne met verschillende producties, zowel solo als met Assi Cohen. Met Cohen zou hij later ook komische televisieprogramma's gaan maken.
Mettertijd kreeg Alfi ook diverse acteerrollen en presentatieklussen aangeboden. Voor zijn rol in de film The Human Resources Manager werd hij in 2010 genomineerd voor een Ophir in de categorie Beste bijrol. In 2018 was Alfi opnieuw genomineerd voor diezelfde prijs. Ditmaal met zijn bijrol in de film Hed. Vanaf 2021 was de misdaadserie Blackspace, waarin Alfi de hoofdrol heeft, beschikbaar op streamingsdiensten Netflix en NPO Plus.

## Filmografie (selectie)
Als acteur
- 2010: The Human Resources Manager - als The Weasel (Komische dramafilm)
- 2017-2021: Shababnikim - als Shlomi Zacks (Komische dramaserie, 16 afleveringen)
- 2018: Hed - als Micha (Film)
- 2020-2021: HaTabach - als Nimrod (Dramaserie, 9 afleveringen)
- 2020-2024: Blackspace - als Rami Davidi (Misdaadserie, 16 afleveringen)
- 2021: Shkufim - als Eliav Shoshany (Comedyserie, 9 afleveringen)

Als schrijver
- 2010-2015: Matzav Ha'Uma (Komisch praatprogramma, 106 afleveringen)
- 2015: Gav HaUma (Komisch praatprogramma, 13 afleveringen)
- 2015-2018: Hayom BaLayla (Komisch praatprogramma, 188 afleveringen, tevens host)

Als regisseur
- 2016-2019: HaAchayot HaMutzlachot Sheli (Comedyserie, 36 afleveringen)
- 2021: Od Sipur Echad (Romantische comedy)
- 2022: You Should've Heard of Us (Komische dramaserie, 8 afleveringen)
- 2023: Madrasa (Dramaserie, 7 afleveringen)